# Le Crime de l'Orient-Express (film, 1974)
Pour les articles homonymes, voir Le Crime de l'Orient-Express (homonymie).
Pour plus de détails, voir Fiche technique et Distribution.
Le Crime de l'Orient-Express (Murder on the Orient Express) est un film britannique réalisé par Sidney Lumet et sorti en 1974. Il est adapté du roman du même nom d'Agatha Christie publié en 1934, mettant en scène son célèbre détective belge Hercule Poirot à bord de l'Orient-Express.

## Synopsis
Hiver 1935 : le célèbre détective belge Hercule Poirot est en visite à Istanbul et doit rentrer prématurément à Londres. Ce retour imprévu lui pose un problème car le voyage de la Turquie vers l'Europe occidentale nécessite, au début du XXe siècle, une réservation quelques jours à l'avance pour une traversée de la mer Méditerranée par bateau, l'avion n'étant pas encore un moyen de transport international très courant. À la recherche d'une solution il se rend dans l'hôtel de luxe de la gare d'Istanbul où il espère que la chance pourra lui donner un petit coup de pouce. Et en effet, rencontrant dans le grand salon de l'hôtel son ami monsieur Bianchi (monsieur Blanchet dans la version française et monsieur Bouc dans le roman) qui est le directeur de la luxueuse ligne de l'Orient-Express, il obtient par son intermédiaire une place dans une voiture du prochain train en partance pour Calais. Le directeur de la ligne sera lui-même du voyage.
Le train prend son départ et commence la traversée des premiers pays de l'Est européen sur l'itinéraire. En chemin, pendant la traversée de la Yougoslavie, un homme d'affaires, un certain Samuel Ratchett, estimant sa vie en danger, demande l'aide de Poirot pour le protéger, ce que ce dernier refuse. Mais le matin suivant, Ratchett est retrouvé dans sa couchette poignardé de douze coups de couteau à la poitrine. Durant la même nuit, une coulée de neige imprévue a immobilisé le train dans cette région très montagneuse. Le soleil s'est levé sur une campagne totalement déserte aux alentours, il n'est pas tombé de nouvelle neige depuis la veille au soir, et l'état immaculé du manteau de neige autour du train montre que personne ne s'est éloigné du convoi. Le coupable est donc probablement encore sur place. Par ailleurs l'attente devra durer de très longues heures avant l'arrivée du train chasse-neige de service pour le déblaiement de la voie. Le directeur de la ligne propose alors à son ami Hercule Poirot de tenter de résoudre ce meurtre tant que le train est immobilisé. Sinon, lorsqu'il repartira après le déblayage de la coulée de neige, il faudra s'en remettre aux autorités yougoslaves et il serait préférable pour tout le monde que le coupable soit déjà démasqué pour éviter une rétention de voyageurs innocents par les Yougoslaves.

## Fiche technique
Sauf indication contraire, les informations mentionnées dans cette section peuvent être confirmées par la base de données cinématographiques IMDb,  présente dans la section « Liens externes ».
- Titre original : Murder on the Orient Express
- Titre français : Le Crime de l'Orient-Express
- Réalisation : Sidney Lumet
- Scénario : Paul Dehn et Anthony Shaffer (non crédité au générique), d'après le roman Le Crime de l'Orient-Express d'Agatha Christie
- Musique originale : Richard Rodney Bennett
- Direction artistique : Jack Stephens
- Décors : Tony Walton
- Costumes : Tony Walton
- Photographie : Geoffrey Unsworth
- Montage : Anne V. Coates
- Production : John Brabourne et Richard B. Goodwin
- Sociétés de production : EMI Films Ltd et G.W. Films
- Sociétés de distribution : Anglo-EMI Film Distributors (Royaume-Uni), Maryart Productions Inc. (Québec), Paramount Pictures (États-Unis)
- Pays de production :  Royaume-Uni
- Langues originales : anglais, turc, français, allemand, italien et suédois
- Format : couleur (Technicolor) — 1.66:1 — son monophonique — 35 mm
- Genre : policier, thriller, whodunit
- Durée : 128 minutes
- Dates de sortie : 
  - Royaume-Uni : 22 novembre 1974
  - France : 16 avril 1975

## Distribution
- Albert Finney (VF : Philippe Dumat) : Hercule Poirot
- Lauren Bacall (VF : Claire Guibert) : Mme Harriet Hubbard
- Martin Balsam (VF : Raoul Curet) : Bianchi (Blanchet dans la VF), ami de Poirot et directeur de la ligne Orient-Express au sein de la Compagnie des wagons-lits
- Ingrid Bergman (VF : Éléonore Hirt) : Greta Ohlsson
- Jacqueline Bisset (VF : Annie Sinigalia) : la comtesse Helena Andrenyi
- Jean-Pierre Cassel (VF : Lui-même) : le contrôleur Pierre Michel
- Sean Connery (VF : Sady Rebbot) : le colonel Arbuthnot
- John Gielgud (VF : Bernard Dhéran) : Beddoes, valet de Ratchett
- Wendy Hiller (VF : Luisa Colpeyn) : la princesse Natalya Dragomiroff
- Anthony Perkins (VF : Jean-Pierre Leroux) : Hector McQueen, secrétaire de Ratchett
- Vanessa Redgrave (VF : Nicole Favart) : Mary Debenham (Marie Bertram dans la version française)
- Rachel Roberts (VF : Nadine Basile) : Hildegarde Schmidt, femme de chambre de la princesse
- Richard Widmark (VF : Al Brave) : Samuel Ratchett, la victime
- Michael York (VF : Bernard Murat) : le comte Rudolph Andrenyi
- Colin Blakely (VF : Marc de Georgi) : Cyrus Hardman
- George Coulouris (VF : Jean-Henri Chambois) : Docteur Constantine
- Denis Quilley (VF : Serge Lhorca) : Gino Foscarelli, vendeur de voitures
- Vernon Dobtcheff (VF : Lui-même) : le concierge

## Production
Agatha Christie n'a jamais été satisfaite des précédentes adaptations cinématographiques de ses œuvres. Elle ne veut donc plus entendre parler de cinéma, considérant qu'elle en a « assez supporté ».
En 1974, Lord Mountbatten parvient cependant à convaincre la romancière d'accepter que son beau-fils John Brabourne produise une adaptation de son roman Le Crime de l'Orient-Express : Sidney Lumet va se charger de la réalisation et une distribution prestigieuse est réunie autour d'Albert Finney, choisi pour interpréter le détective Hercule Poirot.
Albert Finney a 38 ans et, pour tenir le rôle, il doit subir chaque jour deux heures d'un maquillage complexe destiné à lui donner l'apparence d'un homme de plus de 50 ans. Le restaurant de la gare d'Istanbul est reconstitué dans un grand hôtel de Londres. Quelques plans très brefs au début du film sont pris à Istanbul depuis la rive asiatique du Bosphore. La scène initiale de la montée dans le train en gare d'Istanbul est tournée dans les anciens ateliers du Landy de la SNCF à Saint-Denis en proche banlieue parisienne. Les scènes à l'intérieur du train sont tournées dans des décors reconstitués, celles paysagères montrant le train de l'extérieur sont filmées en France, dans le Doubs, sur la ligne Pontarlier-Gilley aux abords de l’ancienne gare de Montbenoît (dans le long travelling suivant le départ, on aperçoit une borne kilométrique de l'ancienne Route nationale 437 reliant Belfort à Saint-Claude).  Le tournage se déroule également dans les studios d'Elstree en Angleterre.
La locomotive utilisée pour le tournage est la 230 G 353, l'une des rares machines à vapeur préservées par la SNCF.

## Musique
Pour Renaud Machart, critique musical de France Musique et du Monde, la musique de Richard Rodney Bennett pour le Crime de l'Orient-Express constitue « sa signature sonore, ce pour quoi il est mondialement connu ».

## Sortie et accueil
Agatha Christie se rend à la première du film au cinéma ABC sur la Shaftesbury Avenue de Londres, en présence de la reine Élisabeth II. Elle s'estime comblée en dehors d'un détail : elle ne trouve pas la moustache d'Hercule Poirot aussi superbe que ce qu'elle avait imaginé.
Le film obtient un succès sans précédent pour un film britannique. Il aurait récolté 27 634 716 $ au box-office. En France, il attire 549 055 entrées.

## Distinctions
Le film est nommé six fois aux Oscars de 1975, mais seule Ingrid Bergman s'est vu décerner la précieuse statuette (Oscar de la meilleure actrice dans un second rôle).

### Récompenses
- Oscars 1975 :
  - Meilleure actrice dans un second rôle pour Ingrid Bergman

- BAFTA 1975 :
  - Meilleur acteur dans un second rôle pour John Gielgud
  - Meilleure actrice dans un second rôle pour Ingrid Bergman
  - Anthony Asquith Award (Meilleure musique) pour Richard Rodney Bennett

- Evening Standard British Film Awards 1975 :
  - Meilleur film
  - Meilleur acteur pour Albert Finney
  - Meilleure actrice pour Wendy Hiller

### Nominations
- Oscars 1975 :
  - Meilleur acteur pour Albert Finney
  - Meilleur scénario adapté pour Paul Dehn
  - Meilleurs costumes pour Tony Walton
  - Meilleure photographie pour Geoffrey Unsworth
  - Meilleure musique de film pour Richard Rodney Bennett

- Prix Edgar-Allan-Poe 1975 : Meilleur film
- Directors Guild of America Awards 1975 : Meilleur réalisateur pour Sidney Lumet

- BAFTA 1975 :
  - Meilleur film
  - Meilleur réalisateur pour Sidney Lumet
  - Meilleur acteur pour Albert Finney
  - Meilleure direction artistique pour Tony Walton
  - Meilleurs costumes pour Tony Walton
  - Meilleure photographie pour Geoffrey Unsworth
  - Meilleur montage pour Anne V. Coates

## Analyse

### Différences avec le roman
On note une petite différence entre l'œuvre originale et son adaptation : dans le roman, la comtesse Andrenyi, trop émotive, ne participe pas au meurtre de Ratchett. Le nombre d'assassins est donc bien de douze, comme le nombre de jurés des tribunaux anglo-saxons. Dans l'adaptation cinématographique, ce nombre passe à treize, mais frappant douze coups seulement : la comtesse joint ses mains à celles de son mari pour porter un seul coup ensemble. En outre, l'interrogatoire de Cyrus Hardman est bien plus étoffé dans le livre.